# Metopilio armatus
Metopilio armatus is een hooiwagen uit de familie Sclerosomatidae.